# Mistrovství Evropy v judu 1993
Mistrovství Evropy se konalo v Athénách, Řecko, ve dnech 29. dubna – 2. května 1993

## Výsledky

### Muži
| Kategorie | Zlato                      | Stříbro                    | Bronz                | Bronz                 |
| --------- | -------------------------- | -------------------------- | -------------------- | --------------------- |
| −60 kg    | Nazim Husejnov (AZE)       | Chasan Bisultanov (RUS)    | Pavel Botev (BUL)    | Nigel Donohue (GBR)   |
| −65 kg    | Sergej Kosmynin (RUS)      | Vsevolod Zeljonyj (LAT)    | Udo Quellmalz (GER)  | Fedor Lazarenko (MDA) |
| −71 kg    | Vladimer Dgebuadze (GEO)   | Tərlan Poladov (AZE)       | Jorma Korhonen (FIN) | Patrick Rosso (FRA)   |
| −78 kg    | Darcel Yandzi (FRA)        | Ijoseb Lipartelijani (GEO) | Johan Laats (BEL)    | Alexej Timoškin (RUS) |
| −86 kg    | Pascal Tayot (FRA)         | Apti Magomadov (MDA)       | Alex Smeets (NED)    | Oleg Malcev (RUS)     |
| −95 kg    | Stéphane Traineau (FRA)    | Thomas Etlinger (AUT)      | Leanid Sviryd (BLR)  | Antal Kovács (HUN)    |
| +95 kg    | Davit Chachaleišvili (GEO) | David Douillet (FRA)       | Rafał Kubacki (POL)  | Frank Möller (GER)    |

### Ženy
| Kategorie | Zlato                        | Stříbro                     | Bronz                      | Bronz                         |
| --------- | ---------------------------- | --------------------------- | -------------------------- | ----------------------------- |
| −48 kg    | Jana Perlbergová (GER)       | Taťjana Kuvšinovová (RUS)   | Martine Dupondová (FRA)    | Hülya Şenyurtová (TUR)        |
| −52 kg    | Almudena Muñozová (ESP)      | Cécile Nowaková (FRA)       | Elise Summersová (GBR)     | Alessandra Giungiová (ITA)    |
| −56 kg    | Nicola Fairbrotherová (GBR)  | Tanja Münzingerová (GER)    | Nicole Flagothierová (BEL) | Anita Kubicaová (POL)         |
| −61 kg    | Ja'el Aradová (ISR)          | Gella Vandecaveyeová (BEL)  | Diane Bellová (GBR)        | Catherine Fleuryová (FRA)     |
| −66 kg    | Alice Duboisová (FRA)        | Chloe Cowenová (GBR)        | Claudia Zwiersová (NED)    | Emanuela Pierantozziová (ITA) |
| −72 kg    | Laëtitia Meignanová (FRA)    | Ulla Werbroucková (BEL)     | Kate Howeyová (GBR)        | Karin Kienhuisová (NED)       |
| +72 kg    | Monique van der Leeová (NED) | Svetlana Gundarenková (RUS) | Beata Maksymowová (POL)    | Natalina Lupinová (FRA)       |